# Davide Baiardo
Davide (v. Cesare) Baiardo (Voltri, 13 febbraio 1888 – Genova, 28 novembre 1977) è stato un pallanuotista e nuotatore italiano.

## Carriera
Ha fatto parte della "Giovane Voltri" nel 1907. della Mameli dal 1908 al 1911, Del Genoa nel 1912: in quell'anno con la squadra di pallanuoto del club ligure ha vinto il campionato italiano. L'anno dopo ritorna alla Mameli, di cui è stato anche presidente negli anni 1920 del XX secolo.
Nel nuoto è stato campione italiano già nel 1907 per poi partecipare ai giochi olimpici del 1908: i nuotatori italiani a Londra erano quattro: lui, Mario Massa. Oreste Muzzi e Amilcare Beretta e nessuno dei quattro ha gareggiato in finale. Dopo essere stato squalificato per scorrettezze ai campionati del 1908 torna dal 1910, anno in cui vince la staffetta 3 x 200 m ai campionati disputati a Santa Margherita Ligure.
Viene convocato anche per i giochi del 1912 dove ha partecipato con Massa come unico compagno senza ottenere risultati migliori rispetto al 1908. Nel 1914 vince i due primi campionati italiani dei 400 m e dei 1500 m stile libero prima che la prima guerra mondiale sospenda tutto. Il suo ultimo titolo lo vince nel 1919: primo con la staffetta 4 x 200 m stile libero nuotando nella Pro Liguria.

## Palmarès

### Pallanuoto

#### Club
- Campionato italiano: 1

Genoa:1912

### Nuoto
| Giochi Olimpici         | 100 m st. libero  | 400 m st. libero     |
| 1908 Londra Regno Unito | elim. in batteria | ritirato in batteria |
| 1912 Stoccolma Svezia   | elim. in batteria | elim. in batteria    |

#### Campionati italiani
3 titoli italiani individuali e 2 in staffetta, così ripartiti:
- 1 nello stadio
- 1 nei 400 m stile libero
- 1 nei 1500 m stile libero
- 1 nella staffetta 3 × 200 m
- 1 nella staffetta 4 × 200 m stile libero

nd = non disputata, sq = squalificato
| Anno | Edizione | stadio lago | stadio mare | miglio lago | miglio mare | st.libero 400 m | st.libero 1500 m | 3×200 m mare | 3×200 m lago | st.libero 4×200 m |
| ---- | -------- | ----------- | ----------- | ----------- | ----------- | --------------- | ---------------- | ------------ | ------------ | ----------------- |
| 1907 | Assoluti | 1           | nd          | nd          | nd          | nd              | nd               | nd           | nd           | nd                |
| 1908 | Assoluti | sq.         | nd          | -           | nd          | nd              | nd               | nd           | -            | nd                |
| 1910 | Assoluti | -           | 2           | -           | -           | nd              | nd               | 1            | -            | nd                |
| 1911 | Assoluti | 2           | -           | 3           | -           | nd              | nd               | nd           | 3            | nd                |
| 1912 | Assoluti | 2           | 2           | 2           | 2           | nd              | nd               | nd           | nd           | nd                |
| 1913 | Assoluti | 2           | nd          | 2           | nd          | nd              | nd               | nd           | -            | nd                |
| 1914 | Assoluti | -           | nd          | 2           | nd          | 1               | 1                | nd           | nd           | nd                |
| 1919 | Assoluti | nd          | nd          | nd          | nd          | 3               | -                | nd           | nd           | 1                 |